# Arnaldo Piutti
Arnaldo Piutti (Cividale del Friuli, 23 gennaio 1857 – Conegliano, 19 ottobre 1928) è stato un chimico italiano.

## Biografia
Dopo essersi laureato in chimica presso l'Università di Torino nel 1879, fu per un anno assistente di fisiologia diretto da Angelo Mosso e successivamente in quello di chimica farmaceutica diretto da Icilio Guareschi. Aiuto di Ugo Schiff a Firenze fra il 1881 ed il 1886, vinse la cattedra di chimica farmaceutica all'Università di Sassari. Nel 1888 passò alla medesima cattedra della Università di Napoli dove fondò l'Istituto di chimica farmaceutica. Il 22 agosto 1890 venne affiliato in Massoneria col grado di Maestro nella Loggia La vittoria di Napoli.
Socio nazionale dei Lincei dal 1922.
Piutti è famoso per gli studi sull'asparagina che, a partire dalle acque madri residuate dalla sua estrazione dalle vecce germogliate, riuscì con cristallizzazioni frazionate, a separare nei due diastereoisomeri, uno insipido, levogiro, l'altro dolce, destrogiro. Durante le ricerche per stabilire la posizione del gruppo amminico nell'aspargina (1886) riuscì ad effettuare la composizione di un composto aromatico (trimesitato trietilico) partendo da sostanze alifatiche. Ci riuscì studiando la sintesi dell'acido aspartico per riduzione con amalgama di sodio dell'ossima dell'etere ossalacetico.
Ottenne, inoltre, per azione dell'ammoniaca su uno dei due aspartati monoetilici che aveva preparato, i due antipodi di un'aspargina identica a quella naturale (1887). Sintetizzò anche l'aspargina da anidride maleica ed ammonica e dall'anidride citraconica la glutammina.
Nel 1913 riuscì a dimostrare che il lupino produce sia la destro che la levo-asparagina e che la prima è più favorita con una germinazione al buio, per poi scomparire col progredire della germinazione. In connessione con le ricerche sull'asparagina, riuscì ad ottenere anche la pirantina, un analgesico ed antipiretico. Si occupò anche di bromatologia, idrologia e tossicologia. Durante la prima guerra mondiale si occupò anche della produzione della cloropicrina, un aggressivo chimico che Piutti propose come disinfettante. Dedicò studi anche ai gas nobili ed alla radioattività dei minerali del terreno vesuviano.